# Adenoncos vesiculosa
Adenoncos vesiculosa es una orquídea epífita originaria de Asia.

## Distribución y hábitat
Se encuentra en Tailandia, Malasia y Vietnam en bosques de tierras bajas en alturas desde el nivel del mar hasta los 700 m s. n. m.

## Descripción
Es una planta semi-caduca o caduca de pequeño tamaño que prefiere clima caliente a fresco. Es epífita monopódica con las flores muy carnosas. Desarrolla una corta inflorescencia axilar de  1 a 2 flores. Florece el invierno
=

## Taxonomía
Adenoncos vesiculosa fue descrita por Cedric Errol Carr y publicado en Gardens' Bulletin, Straits Settlements 7: 37. 1932.
Etimología
Adenoncos: nombre genérico que se refiere a las glándulas que posee en el callo, en la base del labelo.
vesiculosa: epíteto latino que significa  "con vesículas".
Sinonimia
- Podochilopsis dalatensis Guillaumin (1963).[4][5]